# La camera degli sposi
(La camera degli sposi)
La camera degli sposi è un romanzo dello scrittore italiano Marino Moretti scritto e pubblicato nel 1958.
Con questo romanzo, che conclude la carriera letteraria di Moretti, si ritrovano le tematiche ormai collaudate nei romanzi precedenti, ma con significative varianti che stanno ad indicarne "il definitivo esaurimento".

## Trama
Il romanzo è ambientato nel periodo del dopoguerra nella città di Milano, in un momento di particolare slancio e di iniziative.
Il protagonista, Fulvio Lo Cascio, è un architetto dinamico nel lavoro e brillante con le donne. Egli è sposato con Bianca che, a causa di un'operazione, non può più avere rapporti sessuali e che lo lascia sostanzialmente libero nei movimenti. Fulvio non sembra approfittare di questa situazione fintanto che non incontra una vecchia compagna di scuola di Bianca, Ria De Lantoschi, e inizia con lei una relazione. Bianca sembra accettare il difficile rapporto a tre accogliendo l'amica in casa, ma quando si rende conto che il marito ha profanato addirittura il loro letto, decide di vendicarsi e di commettere un omicidio.

## Edizioni
- Marino Moretti, La camera degli sposi: romanzo, A. Mondadori, Milano-Verona 1958